# NGC 1877
NGC 1877是位於大麦哲伦星系的一個疏散星团。NGC 1877於1826年由蘇格蘭人詹姆士·敦洛普發現。它位於大麦哲伦星系的一个名為N113的电离氢区。